# Carlos Enrique Díaz de León
Carlos Enrique Díaz de León (15 de abril de 1915-2014) fue un militar y político guatemalteco, que ejerció el cargo de presidente de Guatemala del 27 de junio de 1954 al 28 de junio de 1954. Ostentó el cargo de Jefe de las Fuerzas Armadas durante el gobierno de Jacobo Árbenz.
El coronel Jacobo Árbenz Guzmán, acosado por el golpe de Estado de 1954, decide renunciar al cargo de Presidente de la República, la noche del 27 de junio de 1954, renuncia que fue transmitida a través de cadena nacional; Arbenz, lega el poder al militar Carlos Enrique Díaz de León. 
Díaz de León, ejerció el cargo por unas 15 o 16 horas, luego que el Movimiento Anticomunista tomara el poder. Legalmente, Árbenz desbordó su poder como Presidente de la nación al nombrar a Díaz de León como presidente interino en lugar de aceptar lo que la constitución establecía. Según la constitución, en caso de acefalia presidencial, es juramentado como presidente del ejecutivo el presidente del Congreso, en ese momento Julio Estrada de la Hoz.
Al día siguiente de su nombramiento renuncia a su cargo como presidente de la República, y se integra a la Primera Junta Militar de 1954, liderada por el coronel Elfego Monzón, de la cual el coronel José Ángel Sánchez Barillas también era miembro.
Esta junta militar se disuelve luego de su dimisión y se forma la Segunda Junta Militar de 1954, el 29 de junio del mismo año con Elfego H. Monzón, José Luis Cruz Salazar y Mauricio Dubois; posteriormente Díaz de León residió en México por espacio de algunos años.

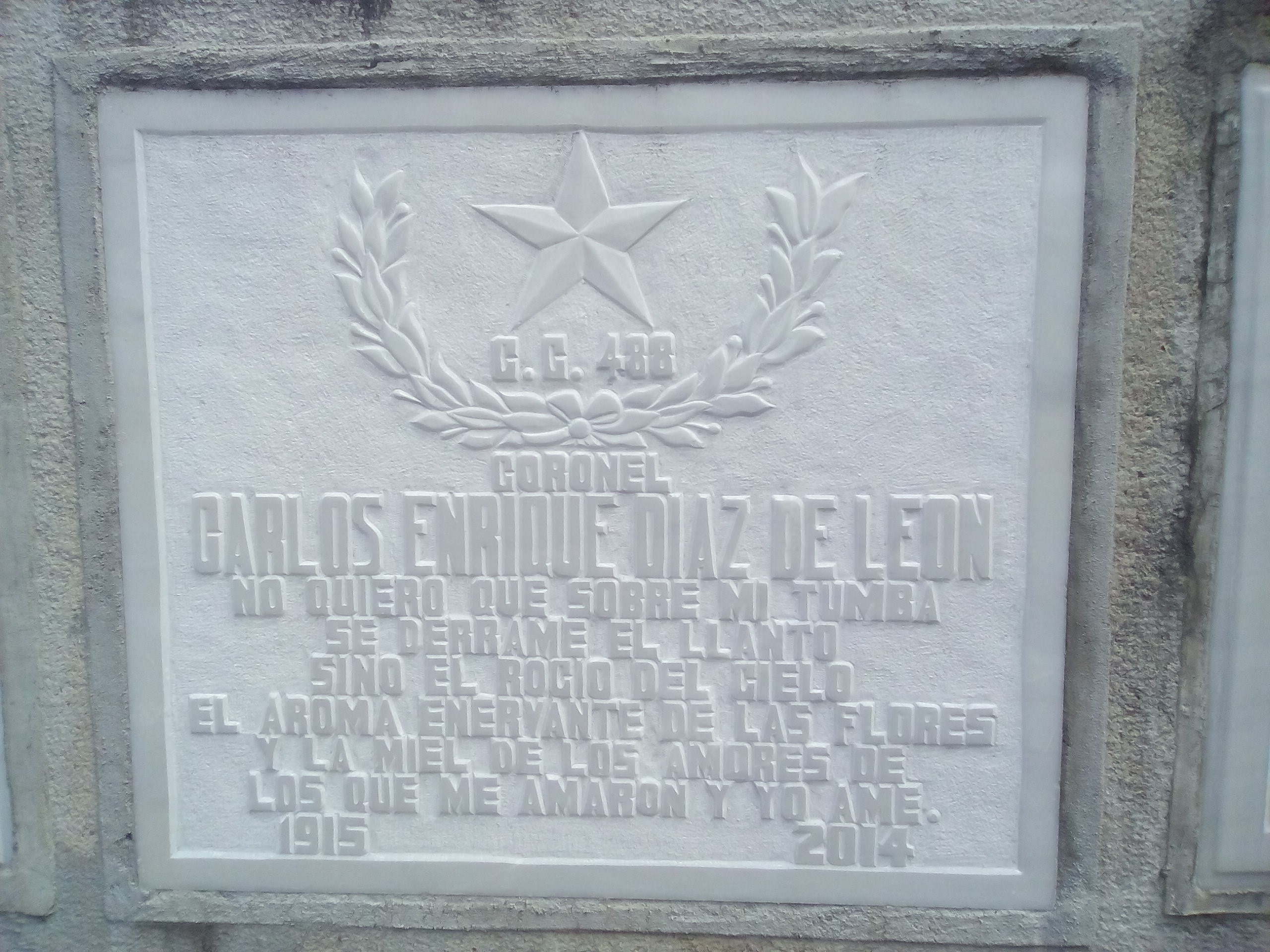
Tumba de Carlos Enrique Díaz.